# Нюрнбергский трамвай
Нюрнбергский трамвай (нем. Straßenbahn Nürnberg) один из городских видов общественного транспорта в городе Нюрнберг.Система включает в себя 6 линий с общей протяжённостью 43 километров. В год трамвай перевозит 39 152 тыс. пассажиров (данные 2008 г.).

## Действующие линии
| Линия | Маршрут | Количество станций | Время в пути |
| ----- | --- | ------------------ | ------------ |
| 4     | Gibitzenhof — Brehmstraße — Landgrabenstraße — Steinbühl — Plärrer — Hallertor — Friedrich-Ebert-Platz — Thon — Am Wegfeld                                                    | 19                 | 28 мин       |
| 5     | Tiergarten — Mögeldorf — Dürrenhof — Marientunnel — Hauptbahnhof — Aufseßplatz — Christuskirche — Frankenstraße — Worzeldorfer Straße                                         | 26                 | 35 мин       |
| 6     | Doku-Zentrum — Dutzendteich — Schweiggerstraße — Aufseßplatz — Christuskirche — Heynestraße — Landgrabenstraße — Steinbühl — Plärrer — Hallertor — Westfriedhof               | 22                 | 30 мин       |
| 7     | Tristanstraße — Wodanstraße — Schweiggerstraße — Marientunnel — Hauptbahnhof                                                                                                  | 6                  | 8 мин        |
| 8     | Doku Zentrum — Platz der Opfer des Faschismus — Wodanstraße — Schweiggerstraße — Widhalmstraße — Hauptbahnhof — Rathenauplatz — Erlenstegen                                   | 21                 | 27 мин       |
| 10    | Dutzendteich — Schweiggerstraße — Aufseßplatz — Christuskirche — Heynestraße — Landgrabenstraße — Steinbühl — Plärrer — Hallertor — Friedrich-Ebert-Platz — Thon — Am Wegfeld | 26                 | 34 мин       |
| 11    | Tiergarten — Mögeldorf — Dürrenhof — Marientunnel — Hauptbahnhof — Christuskirche — Heynestraße — Brehmstraße — Gibitzenhof                                                   | 20                 | 29 мин       |

### Линия4: Gibitzenhof — Thon
Начинается с остановки Gibitzenhof между мостом и районом Хастер Löffelholzstraße. Затем он проходит через улицу Diana и идёт по Gibitzenhofstraße Landgrabenstraße где соединяется с маршрутом 6 и вместе с ним проходят через туннель Steinbühler Steinbüh. Затем линия идёт до Neutor Bucher Straße и соединяется с 9-м маршрутом вместе с которым идёт до конечной Thon.

### Линия5: Tiergarten — Hauptbahnhof
В свою очередь 5-я линия начинается с Зоопарка (Tiergarten) и затем идёт через лес до пересечения с автодорогой в Schmausenbuckstraße и пройдя под железнодорожным мостом выходит на Bahnstrecke Nürnberg-Schwandorf где соединяется с пригородной электричкой. Дальше она проходит через улицу Ostend мимо страховой компании Business Tower Nuremberg и выходит к озеру с Wöhrder Norikus. В Банхофштрассе (Bahnhofstrasse) на станции Marie 5-й маршрут соединяется с 7-м вместе с которым идут до конечной (Hauptbahnhof), которая находится около железнодорожного вокзала.

### Линия6: Doku-Zentrum — Westfriedhof
6-я линия начинается в Doku-Zentrum (отсюда начинается и 9-я) и вначале проходит вдоль Баварской трассы и выходит к остановке Dutzendteich где пересекается с городской электричкой. Далее трамвай продолжает движение по улице Ратисбоне (Regensburger), где линия проходит Федеральное агентство занятости и депо исторического трамвая и достигает Harsdorffer на остановке Schweiggerstrasse. Далее на пересечении Allersberger, Schweigger и Wölckernstraße соединяется с линиями 7, 8 и 9 и вместе с 8-м маршрутом проходят остановку Wölckernstraße Aufseßplatz, где пересекаются с линией метро и остановку Christuskirche, где линии расходятся снова. На остановке Landgrabenstraße линия пересекается с автобусом. Затем после остановки Hallertor 6-я линия поворачивает на запад и проходит через Locust Street до конечной Westfriedhof.

### Линия8: Worzeldorfer Straße — Erlenstegen
8-я линия начинается на остановке Worzeldorfer Straße и проходит по улицам Trierer и Julius-Loßmann-Straße вдоль оконечности Южного кладбища. На остановке Finkenbrunn линия поворачивает направо, и пересекая двор ведет на трансформаторный завод (остановка Katzwanger). Далее линия проходит мимо входа в депо, трассу «Heinrich Alfes Road» и на улице Frankenstraße пересекается с линией метро. Затем трамвай проходит улицу Landgrabenstraße и выходит к линии 6 на Christuskirche и вместе две линии идут до станции Schweiggerstrasse. 8 линия затем поворачивает налево на улицу Allersberger. У Королевских ворот (Royal Gate) и Marientor Laufertorgraben состыковывается с 9-м маршрутом и следует вместе с ним до Rathenauplatz. После разветвления с линией 9, маршрут следует по Sulzbacher Straße до конечной остановки Erlenstegen.

### Линия9: Doku-Zentrum — Thon
Линия 9 начинается где и линия 6 в Doku-Zentrum, но далее идёт по другому пути и соединяется с линией 7, а затем и с 8-й. Вместе с 7-м маршрутом идёт до станции Schweiggerstrasse, а с 8-м до остановки Rathenauplatz, которая расположена рядом с железнодорожной станцией. После отделения от линии 8, трамвай 9-го маршрута выходит на остановку Pirckheimerstraße Friedrich-Ebert-Platz, где встречается с 4-м маршрутом с которым он сливается и идёт по Erlanger Straße до конечной остановки Thon.
До 1990 года колея в Нюрнберге была 1432 мм и была расширена только по решению городского совета, так как по рекомендации BOStrab от 1980 года — рекомендуемое значение 1435 мм.